# Голланд Роден
Голланд Роден (англ. Holland Roden; 7 жовтня 1988
) — американська акторка, найбільш відома за роллю Лідії Мартін у молодіжному телесеріалі «Вовченя».

## Біографія
Голланд Роден народилась у Далласі, штат Техас. Дівчина захоплювалась наукою, що пізніше послужило поштовхом для вступу до лос-анджелеського ВНЗ, а пристрасть до перфомансів у акторських сценках в дитячих таборах сприймалась оточуючими, як звичайне дитяче захоплення.
Після вступу до ВНЗ графік Роден став напруженим, тож їй довелось залишити омріяну науку та обрати більш легку спеціальність Women's studies, нещодавно акторка здобула ступінь в Каліфорнійському університеті.

## Кар'єра
Акторським дебютом Голланд став нині скасований телесеріал «12 Миль Поганої Дороги», знятий на замовлення телеканалу HBO. У 2008 році Роден було затверджено на роль Емілі Лок в телесеріалі «Загублені». Вона також зіграла роль Скайлер у фільмі «Вигравай! або Боротись до Кінця» (2008), протягом 2008—2010 Холанд також з'являлась у телесеріалах «CSI: Місце злочину», «Мертва справа», «Pushed», «Косяки», «Спільнота», «Криміналісти: мислити як злочинець».
Однак найбільшу популярність Роден здобула, граючи одну з головних героїнь серіалу «Вовченя» Лідію Мартін поруч з такими акторами, як Тайлер Поузі, Ділан О'Браєн, Тайлер Гоглін, Колтон Гайнес та акторкою Крістал Рід.

## Особисте життя
17 травня 2019 року Голланд була затримана бразильськими офіцерами в аеропорту Сан-Паулу-Конгоньяс у Сан-Паулу, Бразилія. Співробітники імміграційної служби відмовили їй у в'їзді в країну на тій підставі, що вона мала недійсну бразильську візу. Роден стверджувала, що з нею поводилися як зі злочинцем, і що влада також відмовляла їй у їжі та воді, незважаючи на те, що вона пред'являла дійсний паспорт та візу. Після приблизно 24 годин затримання їй дозволили в'їхати в країну. Вона розкритикувала суворе поводження з нею. 
У травні 2014 року вона вийшла заміж за Трея Хізера. 20 березня 2016 року Голланд народила їх першу дитину, дочку Софію Скай.

## Фільмографія

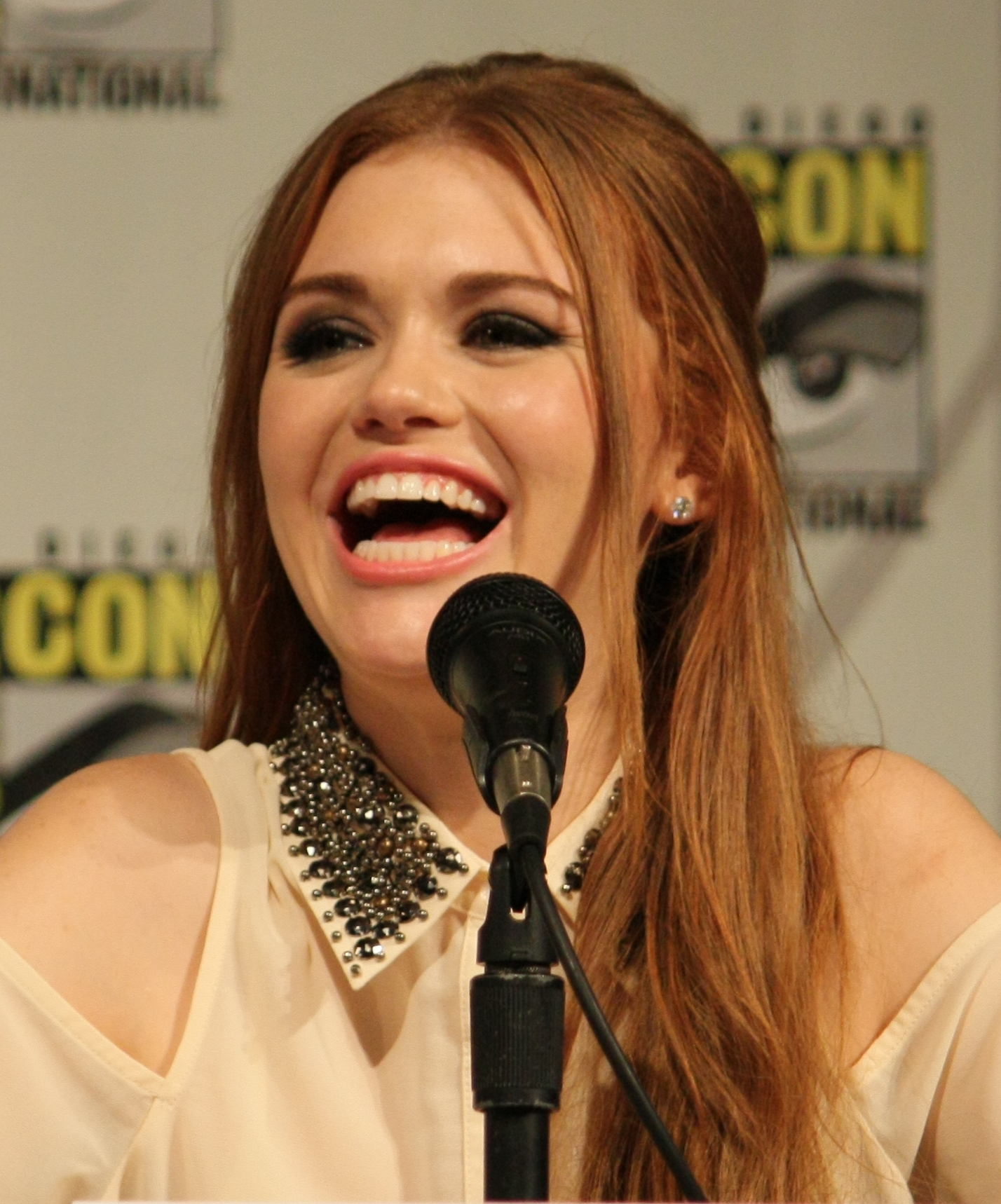
Роден під час Comic-Con 2012 у Сан-Дієго.

| Рік       | Назва                              | Роль                                          | Примітки                        |
| --------- | ---------------------------------- | --------------------------------------------- | ------------------------------- |
| 2007      | 12 Миль Поганої Дороги             | Бронвін                                       | Головна роль                    |
| 2008      | CSI: Місце злочину                 | Кіра Делінгер                                 | Епізод: «Goodbye and Good Luck» |
| 2008      | Загублені                          | Емілі Локе                                    | Епізод: «Cabin Fever»           |
| 2008      | Мертва справа                      | Міссі Гелеван                                 | Епізод: «Roller Girl»           |
| 2009      | Pushed                             | Саша                                          | Головна роль                    |
| 2009      | Косяки                             | Йогурт Педдлер                                | Епізод: «Wonderful Wonderful»   |
| 2009      | «Вигравай! або Боротись до Кінця»  | Скай                                          |                                 |
| 2009      | Спільнота                          | Дівчина                                       | Епізод: «Environmental Science» |
| 2010      | Криміналісти: мислити як злочинець | Ребека Деніелс                                | Епізод «…A Thousand Words»      |
| 2010      | The Event                          | Янг Вайлет                                    | Епізод: «Loyalty»               |
| 2011-2017 | Вовченя                            | Лідія Мартін                                  | Головна роль                    |
| 2012      | Анатомія Грей                      | Gretchen Shaw II Episode: "This Magic Moment" |                                 |
| 2012      | Будинок з пилу                     | Геббі                                         | Головна роль                    |